# ブラッド (バンド)
ブラッド(Brad)は、アメリカのロックバンド。1992年にパール・ジャムのストーン・ゴッサードと、サッチェルのショーン・スミス、リーガン・ヘイガーを中心に結成された。

## 略歴
1992年にシアトルで結成。メンバーは当初バンド名をShameにしようとしたが、すでにブラッド・ウィルソンというミュージシャンが在籍する同名のバンドが存在していたため、そのミュージシャンのファーストネームをバンド名に冠し、デビューアルバムのタイトルを『Shame』とした。『Shame』は1993年4月にエピック・レコードよりリリースされた。1997年6月に2ndアルバム『Interiors』をリリースし、より洗練されたサウンドを展開した。その後アメリカ国内の他にとカナダ、オーストラリア、ニュージーランドでツアーを行った。同年にベーシストのジェレミー・トバックが脱退し、新しくマイク・バーグが加入。
2002年8月に3rdアルバム『Welcome to Discovery Park』をインディー・レーベルのレッドライン・レコードよりリリース。翌年には新作のレコーディングを開始し、2005年にバーグが脱退し、2008年にキース・ロウが新しく加入。2010年8月に4枚目のアルバム『Best Friends?』をリリースし、同年に新メンバーのハッピー・チッチェスターが加入。2012年4月に5枚目の最新作『United We Stand』をリリースした。

## メンバー

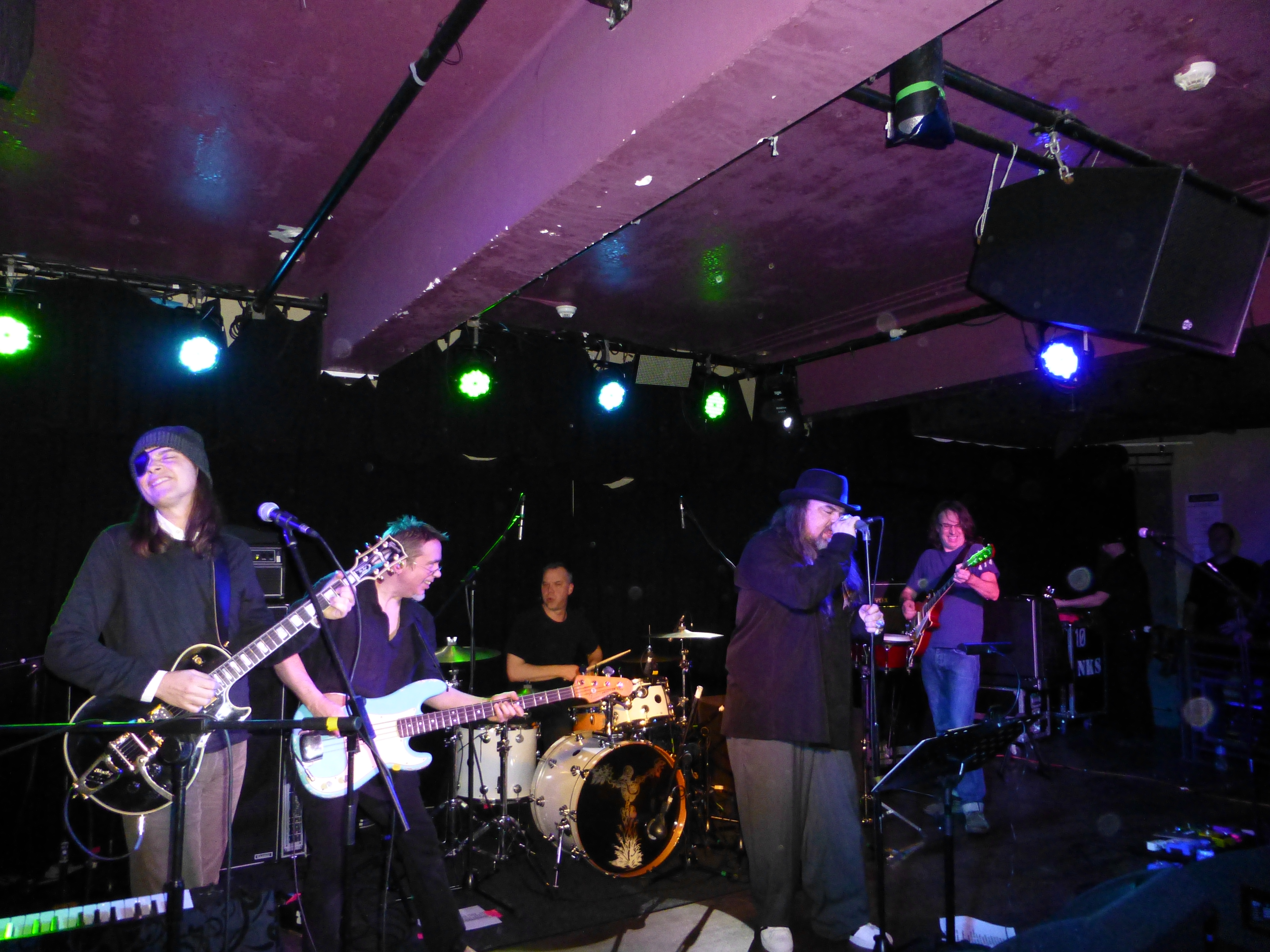
マンチェスターにて（2013年）

### 現メンバー
- ショーン・スミス（Shawn Smith） - ボーカル、キーボード （1992年 - 2019年）
- ストーン・ゴッサード（Stone Gossard） - ギター （1992年 - ）
- ハッピー・チッチェスター（Happy Chichester） - ギター、キーボード （2010年 - ）
- キース・ロウ（Keith Lowe） - ベース （2008年 - ）
- リーガン・ヘイガー（Regan Hager） - ドラムス （1992年 - ）

### 元メンバー
- ジェレミー・トバック（Jeremy Toback） - ベース （1992年 - 1997年）
- マイク・バーグ（Mike Berg） - ベース （1997年 - 2005年）

## 作品

### アルバム
- Shame （1993年）
- Interiors （1997年）
- Welcome to Discovery Park （2002年）
- Best Friends? （2010年）
- United We Stand （2012年）

### コンピレーション・アルバム
- Brad vs Satchel （2005年）

### シングル
- "Screen"/"Buttercup" （1993年）
- "20th Century" （1993年）
- "The Day Brings" （1997年）
- "Secret Girl" （1997年）
- "La, La, La" （2003年）
- "Shinin'" （2003年）
- "Revolution" （2003年）
- "Waters Deep"/"Don't Cry" （2012年）